# الكسندر سيمبسون
الكسندر سيمبسون (بالإنجليزية: Alexander Simpson)‏ هو محامي وسياسي أمريكي، ولد في 12 يونيو 1872، وتوفي في 20 يوليو 1953. انتخب عضو مجلس ولاية نيوجيرسي وانتخب عضو جمعية نيوجيرسي العامة.